# Zázrivá
Zázrivá (ungarisch Zázriva) ist eine Gemeinde in der Nordslowakei in der Landschaft Orava mit 2459 Einwohnern (Stand 31. Dezember 2024), die zum Okres Dolný Kubín im Žilinský kraj gehört.

## Geographie

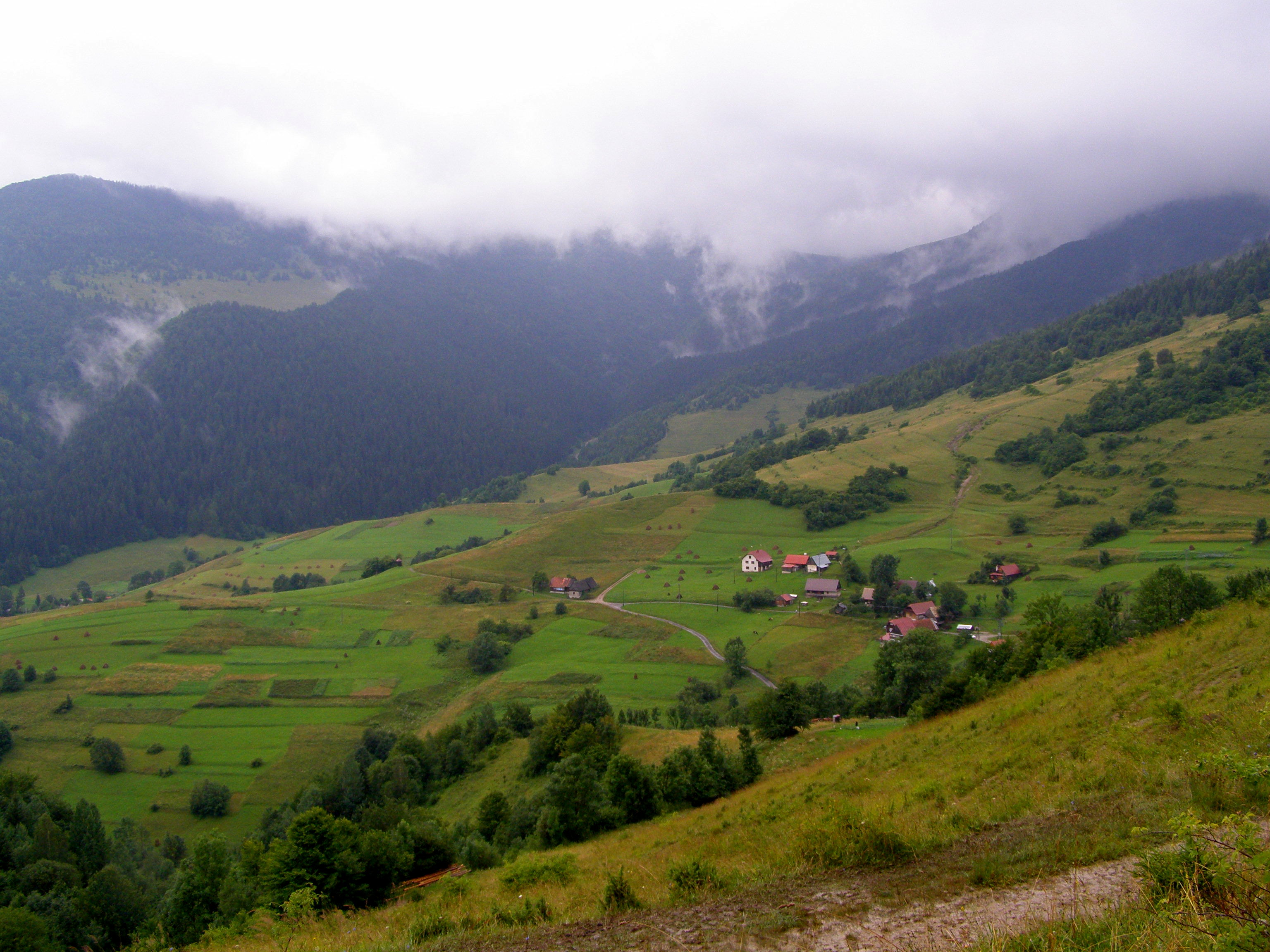
Weiler Biela in Zázrivá

Die Gemeinde befindet sich zwischen den Gebirgen Kysucká vrchovina, Oravská Magura und den nördlichen Ausläufern der Kleinen Fatra im Tal des Bachs Zázrivka im Einzugsgebiet der Orava. Das Ortszentrum liegt auf einer Höhe von 600 m n.m. und ist etwa 20 Kilometer von Dolný Kubín sowie 35 Kilometer von Žilina entfernt.
Auf Grund der Aufteilung in viele kleine Weiler gliedert sich die Gemeinde neben dem Hauptort („Zázrivá-Stred“) in die Ansiedlungen Biela, Demkovská, Dolina, Grúne, Havrania, Končitá, Kozinská, Petrová, Plešivá und Ráztoky.
Nachbargemeinden sind Nová Bystrica (Katastralgemeinde Riečnica) und Oravská Lesná im Norden, Lomná im Nordosten, Hruštín im Osten, Dolný Kubín (über einen Berührungspunkt) und Veličná im Südosten, Párnica im Süden und Terchová im Südwesten, Westen und Nordwesten.

## Geschichte
Der Ort wurde 1556 erstmals als Zazrywa schriftlich erwähnt und entstand nach walachischem Recht aus einer walachischen Holzfällersiedlung. Das Dorf gehörte zum Herrschaftsgebiet der Arwaburg und wurde durch Erbrichter verwaltet. Zázrivá wurde in der Zeit des Aufstands von Bocskai und der Kuruzenaufstände in Mitleidenschaft gezogen. 1758 wurde eine Schule mit dem Lehrer Martin Juriga erwähnt.
1778 wohnten hier 1107 Einwohner, 1828 zählte man 361 Häuser und 2598 Einwohner. Allerdings wohnte die Bevölkerung in rückständigen Verhältnissen und litt unter häufigen Epidemien. Die wenig fruchtbaren Böden und ungenügende Erwerbsmöglichkeiten führten immer wieder zu Auswanderungswellen in andere europäische Staaten oder sogar in die Übersee.
Bis 1918 gehörte der im Komitat Arwa liegende Ort zum Königreich Ungarn und kam danach zur Tschechoslowakei beziehungsweise heute Slowakei. In der Zeit der ersten tschechoslowakischen Republik gab es Glockengießer, Hersteller von Milcherzeugnissen, Holzschnitzer, Korbmacher und Weber. Während und nach der Niederschlagung Slowakischen Nationalaufstandes agierten Partisanengruppen in der Gegend und unternahmen von hier Überfälle und diverse Aktionen.

## Bevölkerung
| Jahr                | 1994 | 2004    | 2014    | 2024    |
| ------------------- | ---- | ------- | ------- | ------- |
| Anzahl der Personen | 2852 | 2830    | 2694    | 2459    |
| Unterschied         |      | −0,77 % | −4,80 % | −8,72 % |

| Jahr                | 2023 | 2024    |
| ------------------- | ---- | ------- |
| Anzahl der Personen | 2488 | 2459    |
| Unterschied         |      | −1,16 % |

Nach der Volkszählung 2011 wohnten in Zázrivá 2726 Einwohner, davon 2630 Slowaken, vier Tschechen und ein Magyare. 91 Einwohner machten keine Angabe zur Ethnie.
2460 Einwohner bekannten sich zur römisch-katholischen Kirche, 46 Einwohner zur Evangelischen Kirche A. B., jeweils zwei Einwohner zu den Mormonen, zur apostolischen Kirche und zur griechisch-katholischen Kirche sowie jeweils ein Einwohner zu den christlichen Gemeinden und zu den Siebenten-Tags-Adventisten. Drei Einwohner bekannten sich zu einer anderen Konfession, 71 Einwohner waren konfessionslos und bei 138 Einwohnern wurde die Konfession nicht ermittelt.

## Denkmäler und Kultur

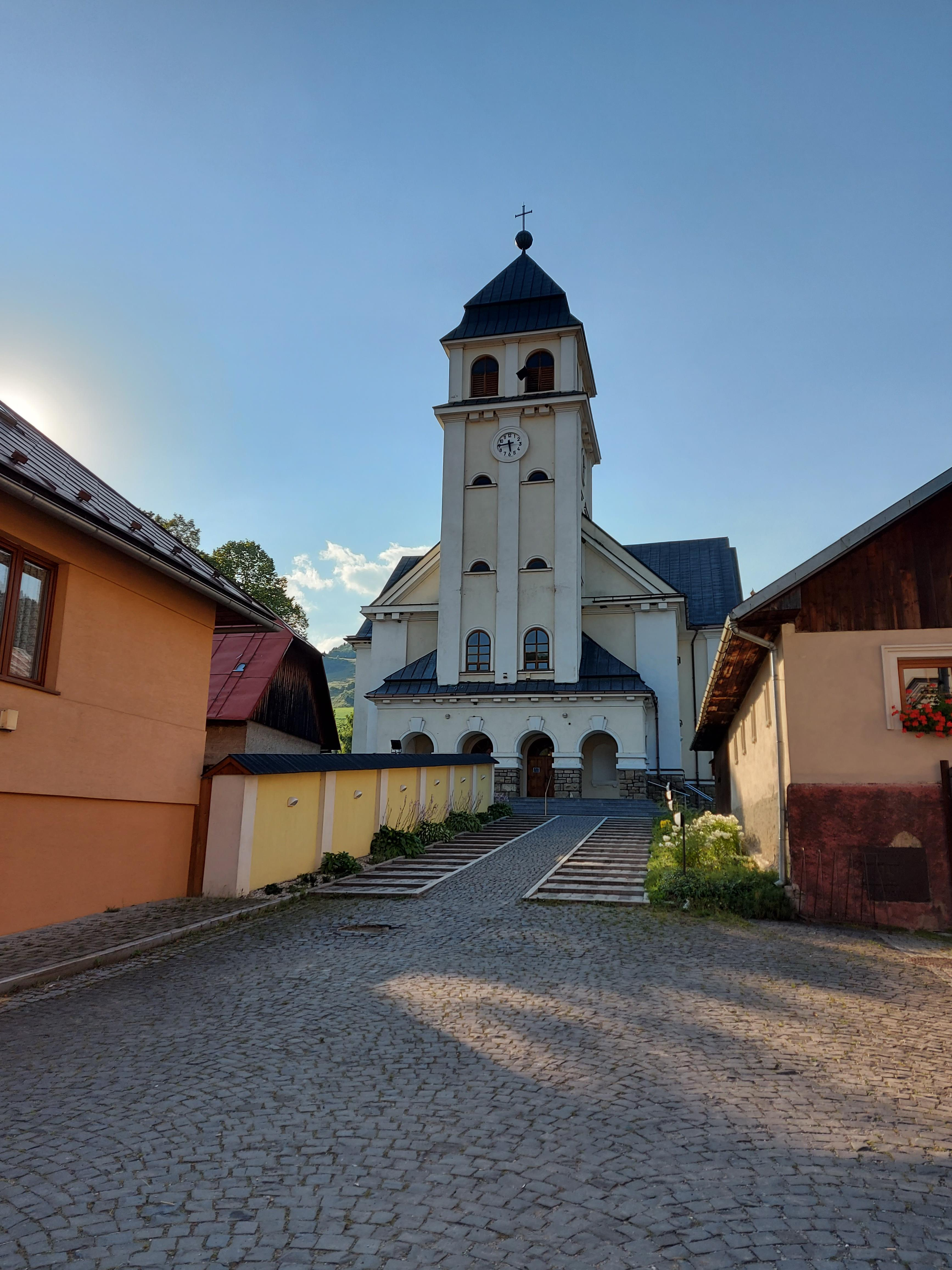
Kirche im Ort

In Zázrivá gibt es eine römisch-katholische Kirche Mariä Himmelfahrt aus dem Jahr 1933 sowie eine alte, abgebrannte Kirche im Spätbarockstil aus den Jahren 1791–1796.
Das Ortsbild ist durch Holzarchitektur, Volkssitten und -handwerke geprägt und ist ein Zentrum für Tourismus sowohl im Sommer als auch im Winter. Aus dem Ort stammt der Käse Zázrivský korbáčik (in geräucherten und nicht geräucherten Varianten), der seit 2011 mit dem EU-Gemeinschaftszeichen „Geschützte geografische Angabe“ ausgezeichnet ist.

## Verkehr
Durch Zázrivá verläuft die Cesta II. triedy 583 („Straße 2. Ordnung“) von Žilina nach Párnica (Anschluss an die Cesta I. triedy 70 („Straße 1. Ordnung“)). Eine asphaltierte Forststraße verbindet die Gemeinde mit Oravská Lesná. Der nächste Bahnhof ist Párnica an der Bahnstrecke Kraľovany–Suchá Hora.